# Oedaspis fini
Oedaspis fini är en tvåvingeart som beskrevs av Amnon Freidberg 1994. Oedaspis fini ingår i släktet Oedaspis och familjen borrflugor.
Artens utbredningsområde är Kenya. Inga underarter finns listade i Catalogue of Life.